# さあ今きみと
「さあ今きみと」（さあいまきみと）は、より子の4枚目のシングル。

## 解説
2006年1月18日に発売された。全作詞・作曲はより子。編曲はDAITA。
前作「HIKARI/ダイアの花」からわずか2ヶ月という短いスパンでのリリースとなった。タイアップとなった『甲虫王者ムシキング』の長帯仕様となっており、また『甲虫王者ムシキング』特製カレンダーも封入されている。本作で初めて音楽プロデューサーが中村太知からDAITAに変わる。

## 収録曲
1. さあ今きみと
  - 『甲虫王者ムシキング オフィシャルバトルDVD 2005ファースト「バトルシーン★2005ファースト スーパーREMIX」』オリジナルテーマソング

「ダイアの花」に続くDAITAプロデュース第2弾楽曲。前作同様タイアップを意識した書き下ろし楽曲である。打ち込みをメインに使用しているため、歌番組の出演でもピアノ弾き語りでの披露ではなかった。
2. さあ今きみと instrumental
インストゥルメンタル。楽曲のインストゥルメンタルを収録するのは初めてのことである。
3. さあ今きみと 「バトルシーン★2005ファーストスーパーREMIX」バージョン
DVDで使用されたショートバージョン。